# Estació de Cerdanyola Universitat
Cerdanyola Universitat és una estació de ferrocarril propietat d'adif situada al municipi de Cerdanyola del Vallès a la comarca del Vallès Occidental, a prop de la Universitat Autònoma de Barcelona. L'estació es troba a la línia Castellbisbal / el Papiol - Mollet per on circulen trens de les línies R7 i R8 de Rodalies de Catalunya, operades per Renfe Operadora, i trens de mercaderies.
L'estació s'ubica dins de la tarifa plana de l'àrea metropolitana de Barcelona, qualsevol trajecte entre dos dels municipis de l'àrea metropolitana de Barcelona es compta com a zona 1.

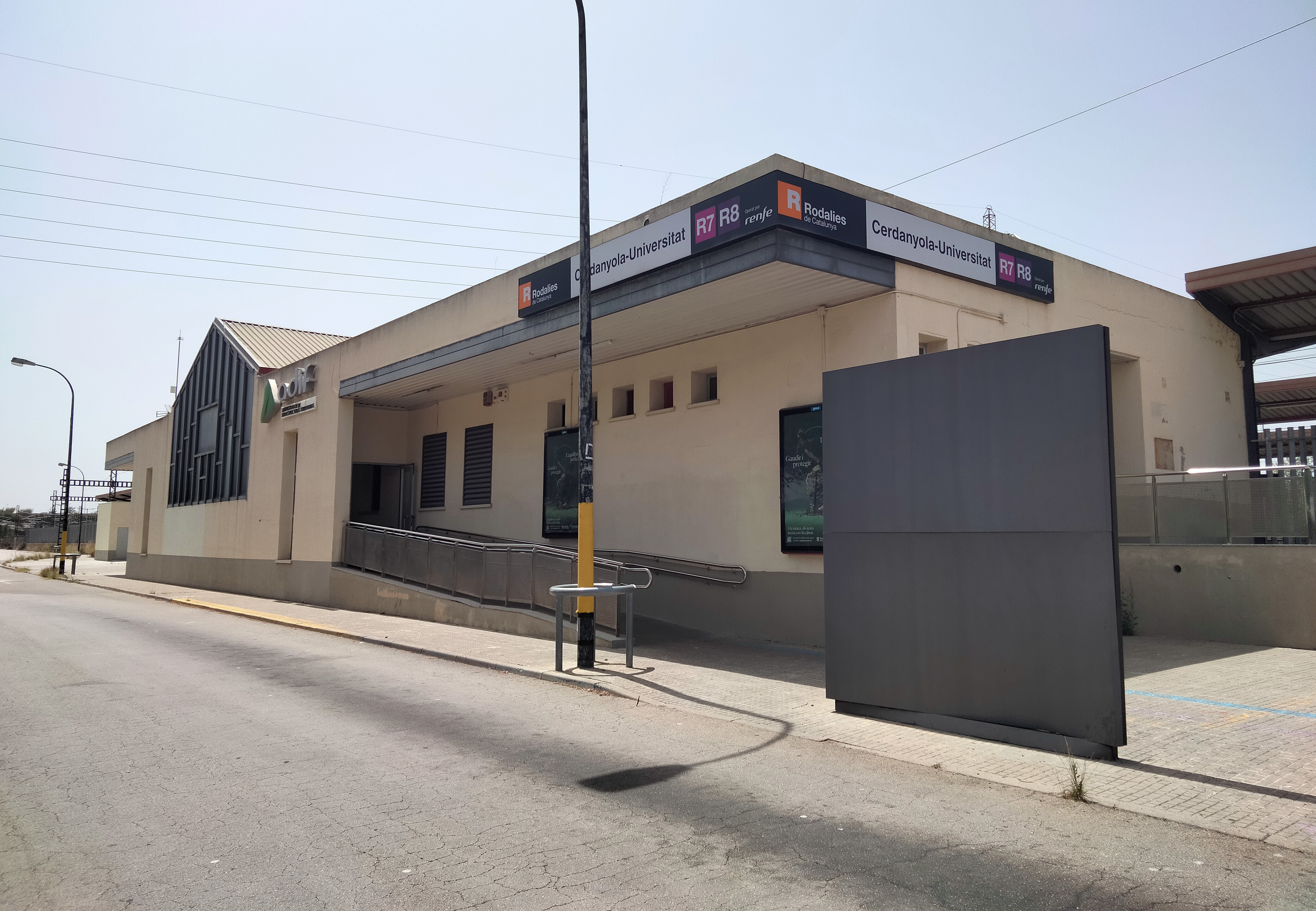
L'edifici de l'estació

Aquesta estació de la línia de Mollet al Papiol es va construir l'any 1982, com la resta de la línia que es va construir com a ferrocarril orbital per evitar que els trens de mercaderies passessin per Barcelona. No va donar servei a trens de passatgers fins a l'any 1995 amb l'entrada en funcionament d'un ramal de la R4 per unir la Universitat Autònoma de Barcelona amb Barcelona, posteriorment es va anul·lar per entrar en servei el 23 de maig de 2005 un nou servei de Rodalies de Catalunya anomenat R7 que també feia la mateixa funció però connectant a més amb altres estacions de la línia de Mollet al Papiol i de la línia de Martorell. Quan hi arribava la R4, aquest ramal només funcionava els dies lectius per donar servei a la universitat.
Posteriorment, el dia 26 de juny de 2011 es posa en servei la nova línia R8 de Rodalies de Catalunya, en substitució de la R7 de Rodalies de Catalunya, que queda escurçada entre l'estació de Sant Andreu Arenal per un costat, que és el seu nou inici; fins a l'estació de Cerdanyola Universitat, que és el seu nou final, amb enllaç amb la línia R8. La línia R8, és la primera línia que no passa per Barcelona.
L'any 2016 va registrar l'entrada de 868.000 passatgers.

## Serveis ferroviaris
| Rodalia de Barcelona   |                       |       |                                          |                              |
| Procedència/Destinació | <                     | Línia | >                                        | Procedència/Destinació       |
| Fabra i Puig           | Cerdanyola del Vallès |       | terminal                                 | terminal                     |
| Martorell Central      | Sant Cugat Coll favà  |       | Santa Perpètua de Mogoda Riera de Caldes | Granollers Centre            |
| TramVallès             |                       |       |                                          |                              |
| Projectat              |                       |       |                                          |                              |
| Universitat Autònoma   | Facultat de Ciències  |       | Centre Direccional                       | Estació de Montcada-Ripollet |